# Wróbelek Wili
Wróbelek Wili (węg. Vili, a veréb) – węgierski film animowany z 1989 roku w reżyserii Józsefa Gémesa. Film o niesfornym chłopcu, który za karę zostaje zamieniony przez wróżkę w małego wróbelka.

## Fabuła
Jak to jest być ptakiem i latać wysoko nad drzewami i domami? O tym przekonał się mały Willy – chłopiec, którego wróżka Sparina zamieniła we wróbelka. Dzięki ptasiej przygodzie Willy zrozumie, że każde stworzenie ma uczucia i zasługuje na to, aby być traktowanym z szacunkiem.

## Nagrody
- 1993: Nagroda Publiczności na III Festiwalu Filmów Animowanych w Kecskemét[5].